# اوسپنکا (شهرستان بلاگووشچنسکی، باشقیرستان)
اوسپنکا (انگلیسی: Uspenka, Blagoveshchensky District, Republic of Bashkortostan) یک شهرک در شهرستان بلاگووشچنسکی باشقیرستان کشور روسیه است.